# Pierre de Montdoré
Pierre de Montdoré (Orléans, 1505 ? - Sancerre, 19 août 1570) est un magistrat et écrivain français.
Magistrat au grand Conseil, il succède à Pierre Duchâtel en 1552 à la tête de la Librairie à Fontainebleau, et fait établir peu avant 1567, un inventaire qui fait apparaître 3 651 ouvrages imprimés et manuscrits dans la Bibliothèque royale.
Soupçonné de protestantisme, condamné à mort pour avoir publié une ode célébrant l’assassinat du duc de Guise par Poltrot de Méré et publiée par les presses de Robert II Estienne, il est déchu de son poste en 1567. 
Il se réfugie à Orléans puis à Sancerre, et meurt peu après, en 1570. Sa bibliothèque sera pillée en 1572 lors des conflits religieux.